# Zonă climatică

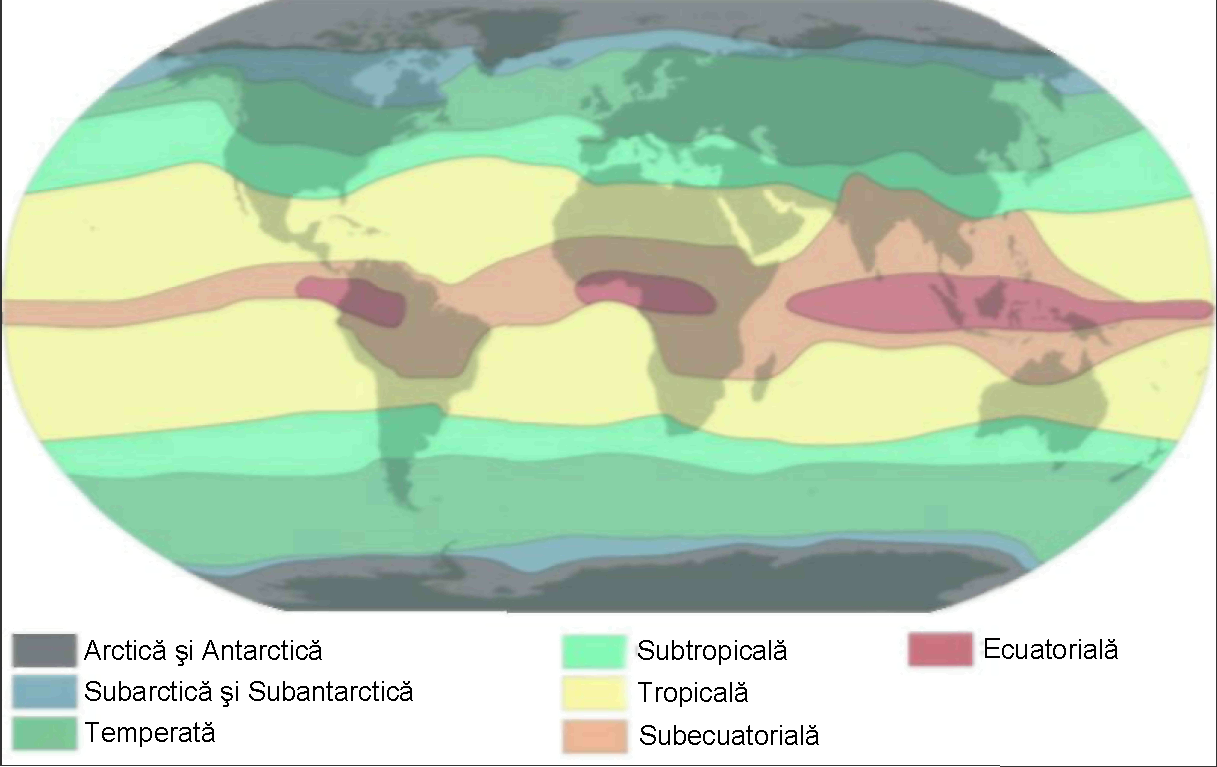
Zonele climatice după B.P. Alisov.

Zonele climatice sunt regiuni ale globului pământesc, caracterizate printr-un anumit tip de climat (de ex.: zona climatică caldă, temperată, rece) și delimitate în latitudine și dezvoltate pe longitudine. Zonele climatice se diferențiază între ele prin particularități climatice distincte; acestea rezultă din combinații variate și complexe ale elementelor climatice la nivel regional, sintetizate apoi sub forma zonelor cu dezvoltare longitudinală. Există mai multe clasificări ale zonelor climatice, având la bază diferite criterii: empirice (temperatura, în primul rând, și efectele observabile ale acesteia); genetice (cauzele ce determina condițiile climatice, respectiv latitudinea, circulația generală a atmosferei, efectele oceanelor și continentelor, precum și ale reliefului montan) și aplicate (efectele elementelor climatice asupra altor fenomene ca, de exemplu, vegetația). Cele mai cunoscute clasificări climatice a lui Vladimir Köppen, De Martonne, Berg, Critchfield,  Alisov au ca puncte comune delimitarea a trei mari zone climatice: zona climatelor calde, zona climatelor temperate, zona climatelor reci. Zona climatelor calde este cea mai întinsa, pe când zona climatelor temperate și zona climatelor reci au o desfășurare dubla, pe cele doua pârți ale Ecuatorului.